# Liste der Nummer-eins-Hits in Deutschland (2005)
Diese Liste enthält alle Nummer-eins-Hits in Deutschland im Jahr 2005. Es gab in diesem Jahr 15 Nummer-eins-Singles und 31 Nummer-eins-Alben.
Die Single- und Albumcharts werden von Media Control wöchentlich zusammengestellt. Sie berücksichtigen sowohl online Download-Käufe als auch den Verkauf physischer Tonträger (CDs).
Seit Oktober 2005 werden die Charts über die sogenannte Chartwoche erhoben, d. h. von Freitag bis Donnerstag. Dies entspricht den Bestrebungen des Handels, Neuerscheinungen am Freitag, also zu Beginn des umsatzstarken Wochenendes zu veröffentlichen. Ab der Ausgabe vom 4. November 2005 wurden die Charts offiziell jeweils am zweiten Freitag nach dem Auswertungszeitraum veröffentlicht. Zuvor waren die Charts jeweils auf Montag datiert.

## Singles
| ← 2004 ← | Liste der Nummer-eins-Hits in Deutschland | Liste der Nummer-eins-Hits in Deutschland | Liste der Nummer-eins-Hits in Deutschland                                                                                     | 2006 →                    |
| \| Zeitraum \| Wo. ges. \| Interpret \| Titel Autor(en) \| Zusätzliche Informationen \| \| (Zeitraum, Wochen auf Platz eins, Interpret, Titel, Autor[en], zusätzliche Informationen) \| \| \| \| \| \| ----------------------------------------------------------------------------------------- \| -------- \| --------------------------------- \| ----------------------------------------------------------------------------------------------------------------------------- \| ------------------------- \| \| 27. Dezember 2004 – 2. Januar 2005 1 Woche \| 1 \| Nu Pagadi \| Sweetest Poison Musik: Lucas Hilbert, Jörn-Uwe Fahrenkrog-Petersen; Text: Lucas Hilbert, Raymond Michael Garvey, Carlo Karges \| – \| \| 3. Januar 2005 – 13. März 2005 10 Wochen \| 10 \| Schnappi, das kleine Krokodil \| Schnappi Musik: Iris Gruttmann; Text: Rosita Blissenbach, Iris Gruttmann \| – \| \| 14. März 2005 – 20. März 2005 1 Woche (insgesamt 2) \| 2 \| Nena \| Liebe ist Musik: Nena Kerner, Jörn-Uwe Fahrenkrog-Petersen; Text: Nena Kerner \| – \| \| 21. März 2005 – 27. März 2005 1 Woche (insgesamt 3) \| 3 \| Sarah Connor \| From Zero to Hero Kay Denar, Rob Tyger \| – \| \| 28. März 2005 – 3. April 2005 1 Woche (insgesamt 2) \| 2 \| Nena \| Liebe ist Musik: Nena Kerner, Jörn-Uwe Fahrenkrog-Petersen; Text: Nena Kerner \| – \| \| 4. April 2005 – 17. April 2005 2 Wochen (insgesamt 3) \| 3 \| Sarah Connor \| From Zero to Hero Kay Denar, Rob Tyger \| – \| \| 18. April 2005 – 24. April 2005 1 Woche \| 1 \| Mario \| Let Me Love You Scott Spencer Storch, Kameron Houff, Shaffer Smith \| – \| \| 25. April 2005 – 15. Mai 2005 3 Wochen \| 3 \| 50 Cent feat. Olivia \| Candy Shop Scott Spencer Storch, Curtis James Jackson \| – \| \| 16. Mai 2005 – 29. Mai 2005 2 Wochen \| 2 \| Ch!pz \| Cowboy Roel Esseboom, Johan Struik \| – \| \| 30. Mai 2005 – 24. Juli 2005 8 Wochen \| 8 \| Akon \| Lonely Gene Allen, Bobby Vinton \| – \| \| 25. Juli 2005 – 21. August 2005 4 Wochen \| 4 \| US5 \| Maria Mike Michaels, Mark Dollar, Sammy Naja, Tariq Jay Khan \| – \| \| 22. August 2005 – 28. August 2005 1 Woche \| 1 \| Juanes \| La camisa negra Juan Esteban Aristizábal Vázquez \| – \| \| 29. August 2005 – 2. Oktober 2005 5 Wochen \| 5 \| Tokio Hotel \| Durch den Monsun Patrick Benzner, Dave Roth, David Jost, Peter Hoffmann, Bill Kaulitz \| – \| \| 3. Oktober 2005 – 16. Oktober 2005 2 Wochen \| 2 \| Pussycat Dolls feat. Busta Rhymes \| Don’t Cha Thomas DeCarlo Callaway, Ray Anthony \| – \| \| 17. Oktober 2005 – 3. November 2005 2 Wochen \| 2 \| Robbie Williams \| Tripping Robert Peter Williams, Stephen Anthony James Duffy \| – \| \| 2. November 2005 – 17. November 2005 2 Wochen \| 2 \| Melanie C \| First Day of My Life Enrique M. Iglesias, Guy Antony Chambers \| – \| \| 18. November 2005 – 19. Januar 2006 9 Wochen \| 9 \| Madonna \| Hung Up Björn K. Ulvaeus, Benny Goran Bror Andersson, Stuart David Price, Madonna L. Ciccone \| – \| |                                           |                                           | |                           |
| ← 2004 |                                           |                                           | | → 2006 →                  |
| Zeitraum | Wo. ges.                                  | Interpret                                 | Titel Autor(en) | Zusätzliche Informationen |
| (Zeitraum, Wochen auf Platz eins, Interpret, Titel, Autor[en], zusätzliche Informationen) |                                           |                                           | |                           |
| 27. Dezember 2004 – 2. Januar 2005 1 Woche | 1                                         | Nu Pagadi                                 | Sweetest Poison Musik: Lucas Hilbert, Jörn-Uwe Fahrenkrog-Petersen; Text: Lucas Hilbert, Raymond Michael Garvey, Carlo Karges | –                         |
| 3. Januar 2005 – 13. März 2005 10 Wochen | 10                                        | Schnappi, das kleine Krokodil             | Schnappi Musik: Iris Gruttmann; Text: Rosita Blissenbach, Iris Gruttmann                                                      | –                         |
| 14. März 2005 – 20. März 2005 1 Woche (insgesamt 2) | 2                                         | Nena                                      | Liebe ist Musik: Nena Kerner, Jörn-Uwe Fahrenkrog-Petersen; Text: Nena Kerner                                                 | –                         |
| 21. März 2005 – 27. März 2005 1 Woche (insgesamt 3) | 3                                         | Sarah Connor                              | From Zero to Hero Kay Denar, Rob Tyger                                                                                        | –                         |
| 28. März 2005 – 3. April 2005 1 Woche (insgesamt 2) | 2                                         | Nena                                      | Liebe ist Musik: Nena Kerner, Jörn-Uwe Fahrenkrog-Petersen; Text: Nena Kerner                                                 | –                         |
| 4. April 2005 – 17. April 2005 2 Wochen (insgesamt 3) | 3                                         | Sarah Connor                              | From Zero to Hero Kay Denar, Rob Tyger                                                                                        | –                         |
| 18. April 2005 – 24. April 2005 1 Woche | 1                                         | Mario                                     | Let Me Love You Scott Spencer Storch, Kameron Houff, Shaffer Smith                                                            | –                         |
| 25. April 2005 – 15. Mai 2005 3 Wochen | 3                                         | 50 Cent feat. Olivia                      | Candy Shop Scott Spencer Storch, Curtis James Jackson                                                                         | –                         |
| 16. Mai 2005 – 29. Mai 2005 2 Wochen | 2                                         | Ch!pz                                     | Cowboy Roel Esseboom, Johan Struik                                                                                            | –                         |
| 30. Mai 2005 – 24. Juli 2005 8 Wochen | 8                                         | Akon                                      | Lonely Gene Allen, Bobby Vinton                                                                                               | –                         |
| 25. Juli 2005 – 21. August 2005 4 Wochen | 4                                         | US5                                       | Maria Mike Michaels, Mark Dollar, Sammy Naja, Tariq Jay Khan                                                                  | –                         |
| 22. August 2005 – 28. August 2005 1 Woche | 1                                         | Juanes                                    | La camisa negra Juan Esteban Aristizábal Vázquez                                                                              | –                         |
| 29. August 2005 – 2. Oktober 2005 5 Wochen | 5                                         | Tokio Hotel                               | Durch den Monsun Patrick Benzner, Dave Roth, David Jost, Peter Hoffmann, Bill Kaulitz                                         | –                         |
| 3. Oktober 2005 – 16. Oktober 2005 2 Wochen | 2                                         | Pussycat Dolls feat. Busta Rhymes         | Don’t Cha Thomas DeCarlo Callaway, Ray Anthony                                                                                | –                         |
| 17. Oktober 2005 – 3. November 2005 2 Wochen | 2                                         | Robbie Williams                           | Tripping Robert Peter Williams, Stephen Anthony James Duffy                                                                   | –                         |
| 2. November 2005 – 17. November 2005 2 Wochen | 2                                         | Melanie C                                 | First Day of My Life Enrique M. Iglesias, Guy Antony Chambers                                                                 | –                         |
| 18. November 2005 – 19. Januar 2006 9 Wochen | 9                                         | Madonna                                   | Hung Up Björn K. Ulvaeus, Benny Goran Bror Andersson, Stuart David Price, Madonna L. Ciccone                                  | –                         |

## Alben
| ← 2004 ← | Liste der Nummer-eins-Alben in Deutschland | Liste der Nummer-eins-Alben in Deutschland | Liste der Nummer-eins-Alben in Deutschland | 2006 →                    |
| \| Zeitraum \| Wo. ges. \| Interpret \| Titel \| Zusätzliche Informationen \| \| (Zeitraum, Wochen auf Platz eins, Interpret, Titel, zusätzliche Informationen) \| \| \| \| \| \| ------------------------------------------------------------------------------ \| -------- \| ------------------- \| -------------------------------- \| ------------------------- \| \| 13. Dezember 2004 – 16. Januar 2005 5 Wochen (insgesamt 9) \| 9 \| Robbie Williams \| Greatest Hits \| – \| \| 17. Januar 2005 – 23. Januar 2005 1 Woche \| 1 \| Nu Pagadi \| Your Dark Side \| – \| \| 24. Januar 2005 – 30. Januar 2005 1 Woche \| 1 \| Max Mutzke \| Max Mutzke \| – \| \| 31. Januar 2005 – 13. Februar 2005 2 Wochen (insgesamt 4) \| 4 \| Söhne Mannheims \| Noiz \| – \| \| 14. Februar 2005 – 6. März 2005 3 Wochen \| 3 \| Peter Maffay \| Laut & leise \| – \| \| 7. März 2005 – 20. März 2005 2 Wochen \| 2 \| Westernhagen \| Nahaufnahme \| – \| \| 21. März 2005 – 27. März 2005 1 Woche \| 1 \| 50 Cent \| The Massacre \| – \| \| 28. März 2005 – 3. April 2005 1 Woche \| 1 \| Yvonne Catterfeld \| Unterwegs \| – \| \| 4. April 2005 – 10. April 2005 1 Woche \| 1 \| Sarah Connor \| Naughty but Nice \| – \| \| 11. April 2005 – 17. April 2005 1 Woche \| 1 \| Farin Urlaub \| Am Ende der Sonne \| – \| \| 18. April 2005 – 24. April 2005 1 Woche (insgesamt 3) \| 3 \| Wir sind Helden \| Von hier an blind \| – \| \| 25. April 2005 – 1. Mai 2005 1 Woche \| 1 \| Böhse Onkelz \| Live in Hamburg \| – \| \| 2. Mai 2005 – 8. Mai 2005 1 Woche (insgesamt 3) \| 3 \| Wir sind Helden \| Von hier an blind \| – \| \| 9. Mai 2005 – 22. Mai 2005 2 Wochen \| 2 \| Bruce Springsteen \| Devils & Dust \| – \| \| 23. Mai 2005 – 29. Mai 2005 1 Woche (insgesamt 3) \| 3 \| Wir sind Helden \| Von hier an blind \| – \| \| 30. Mai 2005 – 12. Juni 2005 2 Wochen \| 2 \| System of a Down \| Mezmerize \| – \| \| 13. Juni 2005 – 19. Juni 2005 1 Woche \| 1 \| The Black Eyed Peas \| Monkey Business \| – \| \| 20. Juni 2005 – 26. Juni 2005 1 Woche (insgesamt 4) \| 4 \| Coldplay \| X&Y \| – \| \| 27. Juni 2005 – 3. Juli 2005 1 Woche \| 1 \| Backstreet Boys \| Never Gone \| – \| \| 4. Juli 2005 – 10. Juli 2005 1 Woche \| 1 \| Böhse Onkelz \| La Ultima / Live in Berlin [DVD] \| – \| \| 11. Juli 2005 – 31. Juli 2005 3 Wochen (insgesamt 4) \| 4 \| Coldplay \| X&Y \| – \| \| 1. August 2005 – 7. August 2005 1 Woche \| 1 \| Shakira \| Fijación oral vol. 1 \| – \| \| 4. August 2005 – 14. August 2005 2 Wochen (insgesamt 2) \| 2 \| Söhne Mannheims \| Power of the Sound \| – \| \| 15. August 2005 – 21. August 2005 1 Woche \| 1 \| Banaroo \| Banaroo’s World \| – \| \| 22. August 2005 – 28. August 2005 1 Woche (insgesamt 2) \| 2 \| Söhne Mannheims \| Power of the Sound \| – \| \| 29. August 2005 – 18. September 2005 3 Wochen \| 3 \| Juanes \| Mi sangre \| – \| \| 19. September 2005 – 2. Oktober 2005 2 Wochen \| 2 \| The Rolling Stones \| A Bigger Bang \| – \| \| 3. Oktober 2005 – 23. Oktober 2005 3 Wochen \| 3 \| Bon Jovi \| Have a Nice Day \| – \| \| 24. Oktober 2005 – 30. Oktober 2005 1 Woche (insgesamt 2) \| 2 \| Tokio Hotel \| Schrei \| – \| \| 31. Oktober 2005 – 3. November 2005 1 Woche \| 1 \| Depeche Mode \| Playing the Angel \| – \| \| 4. November 2005 – 10. November 2005 1 Woche (insgesamt 4) \| 4 \| Robbie Williams \| Intensive Care \| – \| \| 11. November 2005 – 17. November 2005 1 Woche \| 1 \| Rammstein \| Rosenrot \| – \| \| 18. November 2005 – 24. November 2005 1 Woche (insgesamt 4) \| 4 \| Robbie Williams \| Intensive Care \| – \| \| 25. November 2005 – 8. Dezember 2005 2 Wochen \| 2 \| Madonna \| Confessions on a Dance Floor \| – \| \| 9. Dezember 2005 – 29. Dezember 2005 3 Wochen \| 3 \| Xavier Naidoo \| Telegramm für X \| – \| \| 30. Dezember 2005 – 12. Januar 2006 2 Wochen (insgesamt 4) \| 4 \| Robbie Williams \| Intensive Care \| – \| |                                            |                                            |                                            |                           |
| ← 2004 |                                            |                                            |                                            | → 2006 →                  |
| Zeitraum | Wo. ges.                                   | Interpret                                  | Titel                                      | Zusätzliche Informationen |
| (Zeitraum, Wochen auf Platz eins, Interpret, Titel, zusätzliche Informationen) |                                            |                                            |                                            |                           |
| 13. Dezember 2004 – 16. Januar 2005 5 Wochen (insgesamt 9) | 9                                          | Robbie Williams                            | Greatest Hits                              | –                         |
| 17. Januar 2005 – 23. Januar 2005 1 Woche | 1                                          | Nu Pagadi                                  | Your Dark Side                             | –                         |
| 24. Januar 2005 – 30. Januar 2005 1 Woche | 1                                          | Max Mutzke                                 | Max Mutzke                                 | –                         |
| 31. Januar 2005 – 13. Februar 2005 2 Wochen (insgesamt 4) | 4                                          | Söhne Mannheims                            | Noiz                                       | –                         |
| 14. Februar 2005 – 6. März 2005 3 Wochen | 3                                          | Peter Maffay                               | Laut & leise                               | –                         |
| 7. März 2005 – 20. März 2005 2 Wochen | 2                                          | Westernhagen                               | Nahaufnahme                                | –                         |
| 21. März 2005 – 27. März 2005 1 Woche | 1                                          | 50 Cent                                    | The Massacre                               | –                         |
| 28. März 2005 – 3. April 2005 1 Woche | 1                                          | Yvonne Catterfeld                          | Unterwegs                                  | –                         |
| 4. April 2005 – 10. April 2005 1 Woche | 1                                          | Sarah Connor                               | Naughty but Nice                           | –                         |
| 11. April 2005 – 17. April 2005 1 Woche | 1                                          | Farin Urlaub                               | Am Ende der Sonne                          | –                         |
| 18. April 2005 – 24. April 2005 1 Woche (insgesamt 3) | 3                                          | Wir sind Helden                            | Von hier an blind                          | –                         |
| 25. April 2005 – 1. Mai 2005 1 Woche | 1                                          | Böhse Onkelz                               | Live in Hamburg                            | –                         |
| 2. Mai 2005 – 8. Mai 2005 1 Woche (insgesamt 3) | 3                                          | Wir sind Helden                            | Von hier an blind                          | –                         |
| 9. Mai 2005 – 22. Mai 2005 2 Wochen | 2                                          | Bruce Springsteen                          | Devils & Dust                              | –                         |
| 23. Mai 2005 – 29. Mai 2005 1 Woche (insgesamt 3) | 3                                          | Wir sind Helden                            | Von hier an blind                          | –                         |
| 30. Mai 2005 – 12. Juni 2005 2 Wochen | 2                                          | System of a Down                           | Mezmerize                                  | –                         |
| 13. Juni 2005 – 19. Juni 2005 1 Woche | 1                                          | The Black Eyed Peas                        | Monkey Business                            | –                         |
| 20. Juni 2005 – 26. Juni 2005 1 Woche (insgesamt 4) | 4                                          | Coldplay                                   | X&Y                                        | –                         |
| 27. Juni 2005 – 3. Juli 2005 1 Woche | 1                                          | Backstreet Boys                            | Never Gone                                 | –                         |
| 4. Juli 2005 – 10. Juli 2005 1 Woche | 1                                          | Böhse Onkelz                               | La Ultima / Live in Berlin [DVD]           | –                         |
| 11. Juli 2005 – 31. Juli 2005 3 Wochen (insgesamt 4) | 4                                          | Coldplay                                   | X&Y                                        | –                         |
| 1. August 2005 – 7. August 2005 1 Woche | 1                                          | Shakira                                    | Fijación oral vol. 1                       | –                         |
| 4. August 2005 – 14. August 2005 2 Wochen (insgesamt 2) | 2                                          | Söhne Mannheims                            | Power of the Sound                         | –                         |
| 15. August 2005 – 21. August 2005 1 Woche | 1                                          | Banaroo                                    | Banaroo’s World                            | –                         |
| 22. August 2005 – 28. August 2005 1 Woche (insgesamt 2) | 2                                          | Söhne Mannheims                            | Power of the Sound                         | –                         |
| 29. August 2005 – 18. September 2005 3 Wochen | 3                                          | Juanes                                     | Mi sangre                                  | –                         |
| 19. September 2005 – 2. Oktober 2005 2 Wochen | 2                                          | The Rolling Stones                         | A Bigger Bang                              | –                         |
| 3. Oktober 2005 – 23. Oktober 2005 3 Wochen | 3                                          | Bon Jovi                                   | Have a Nice Day                            | –                         |
| 24. Oktober 2005 – 30. Oktober 2005 1 Woche (insgesamt 2) | 2                                          | Tokio Hotel                                | Schrei                                     | –                         |
| 31. Oktober 2005 – 3. November 2005 1 Woche | 1                                          | Depeche Mode                               | Playing the Angel                          | –                         |
| 4. November 2005 – 10. November 2005 1 Woche (insgesamt 4) | 4                                          | Robbie Williams                            | Intensive Care                             | –                         |
| 11. November 2005 – 17. November 2005 1 Woche | 1                                          | Rammstein                                  | Rosenrot                                   | –                         |
| 18. November 2005 – 24. November 2005 1 Woche (insgesamt 4) | 4                                          | Robbie Williams                            | Intensive Care                             | –                         |
| 25. November 2005 – 8. Dezember 2005 2 Wochen | 2                                          | Madonna                                    | Confessions on a Dance Floor               | –                         |
| 9. Dezember 2005 – 29. Dezember 2005 3 Wochen | 3                                          | Xavier Naidoo                              | Telegramm für X                            | –                         |
| 30. Dezember 2005 – 12. Januar 2006 2 Wochen (insgesamt 4) | 4                                          | Robbie Williams                            | Intensive Care                             | –                         |

## Jahreshitparaden
| ← 2004 ← | Liste der Jahres-Nummer-eins-Hits in Deutschland | Liste der Jahres-Nummer-eins-Hits in Deutschland | Liste der Jahres-Nummer-eins-Hits in Deutschland | 2006 →   |
| \| Singles \| Position# \| Alben \| \| ------------------------------------------------------------------------------------------------------ \| --------- \| --------------------------------- \| \| Schnappi Schnappi, das kleine Krokodil Musik: Iris Gruttmann; Text: Rosita Blissenbach, Iris Gruttmann \| 1 \| Noiz Söhne Mannheims \| \| Durch den Monsun Tokio Hotel Patrick Benzner, Dave Roth, David Jost, Peter Hoffmann, Bill Kaulitz \| 2 \| Von hier an blind Wir sind Helden \| \| Lonely Akon Gene Allen, Bobby Vinton \| 3 \| American Idiot Green Day \| \| Femme like U K-Maro Musik: Louis-Joachim Cote; Text: Cyril Kamar \| 4 \| Es ist Juli Juli \| \| Und wenn ein Lied Söhne Mannheims Musik: Michael Herberger, Xavier Naidoo; Text: Xavier Naidoo \| 5 \| Greatest Hits Robbie Williams \| \| La camisa negra Juanes Juan Esteban Aristizábal Vázquez \| 6 \| X&Y Coldplay \| \| Candy Shop 50 Cent feat. Olivia Scott Spencer Storch, Curtis James Jackson \| 7 \| Intensive Care Robbie Williams \| \| Don’t Cha Pussycat Dolls feat. Busta Rhymes Thomas DeCarlo Callaway, Ray Anthony \| 8 \| The Massacre 50 Cent \| \| Die Eine 2005 Die Firma Musik: Daniel Sluga; Text: Alexander Terboven \| 9 \| Willst du mit mir gehn Nena \| \| Ch!pz in Black (Who You Gonna Call) Ch!pz Jan Michael Langhoff, Peter Hartmann Kristiansen \| 10 \| Laut & leise Peter Maffay \| |                                                  |                                                  |                                                  |          |
| ← 2004 |                                                  |                                                  |                                                  | → 2006 → |
| Singles | Position#                                        | Alben                                            |                                                  |          |
| Schnappi Schnappi, das kleine Krokodil Musik: Iris Gruttmann; Text: Rosita Blissenbach, Iris Gruttmann | 1                                                | Noiz Söhne Mannheims                             |                                                  |          |
| Durch den Monsun Tokio Hotel Patrick Benzner, Dave Roth, David Jost, Peter Hoffmann, Bill Kaulitz | 2                                                | Von hier an blind Wir sind Helden                |                                                  |          |
| Lonely Akon Gene Allen, Bobby Vinton | 3                                                | American Idiot Green Day                         |                                                  |          |
| Femme like U K-Maro Musik: Louis-Joachim Cote; Text: Cyril Kamar | 4                                                | Es ist Juli Juli                                 |                                                  |          |
| Und wenn ein Lied Söhne Mannheims Musik: Michael Herberger, Xavier Naidoo; Text: Xavier Naidoo | 5                                                | Greatest Hits Robbie Williams                    |                                                  |          |
| La camisa negra Juanes Juan Esteban Aristizábal Vázquez | 6                                                | X&Y Coldplay                                     |                                                  |          |
| Candy Shop 50 Cent feat. Olivia Scott Spencer Storch, Curtis James Jackson | 7                                                | Intensive Care Robbie Williams                   |                                                  |          |
| Don’t Cha Pussycat Dolls feat. Busta Rhymes Thomas DeCarlo Callaway, Ray Anthony | 8                                                | The Massacre 50 Cent                             |                                                  |          |
| Die Eine 2005 Die Firma Musik: Daniel Sluga; Text: Alexander Terboven | 9                                                | Willst du mit mir gehn Nena                      |                                                  |          |
| Ch!pz in Black (Who You Gonna Call) Ch!pz Jan Michael Langhoff, Peter Hartmann Kristiansen | 10                                               | Laut & leise Peter Maffay                        |                                                  |          |